# Venanzio di Viviers
Venanzio (... – VI secolo) fu vescovo di Viviers nella prima metà del VI secolo, venerato come santo dalla Chiesa cattolica.
Scarse sono le notizie su questo vescovo. Il più antico catalogo dei vescovi di Viviers, contenuto in un documento della metà del X secolo, attribuito al vescovo Tommaso II e chiamato con il nome di Charta vetus, menziona il vescovo Venanzio al 4º posto tra san Valeriano e Rustico.
Di lui esiste una Vita, datata all'XI o XII secolo, ma di scarso valore storico. Secondo questo testo, Venanzio era figlio di Sigismondo, re dei Burgundi, che, dopo una vita passata in famiglia, decise di lasciare tutto per farsi dapprima eremita, e poi monaco benedettino a Aubenas. Dopo alcuni anni fu eletto vescovo di Viviers, successore di Valerio, da identificarsi con il Valeriano della Charta vetus. Dopo la sua morte, numerosi furono i miracoli a lui attribuiti.
Storicamente, Venanzio è documentato in due occasioni come vescovo di Viviers. Nel 517 prese parte al concilio di Epaon, dove il suo nome figura al 22º posto, su 25 vescovi che firmarono gli atti, tra Filagrio di Cavaillon e Pretestato di Apt. Poiché i vescovi sottoscrivevano le decisioni conciliari in ordine di anzianità, la sua posizione nella lista di Epaon potrebbe essere indizio di una sua recente nomina sulla cattedra di Viviers. Nel 535 il nome di Venanzio si trova tra i firmatari degli atti del concilio di Clermont al 12º posto su 15 vescovi presenti, tra Domiziano di Tongres ed Esperio di Metz.
Venanzio è menzionato nel Martirologio geronimiano al 5 agosto, giorno anniversario della traslazione delle sue reliquie nell'811 nella chiesa di San Giuliano, in seguito chiamata Notre-Dame du Rhône. Nel nuovo Martirologio Romano, riformato a norma dei decreti del Concilio Vaticano II, è stato inserito anche il nome di San Venanzio di Viviers, ricordato con queste parole: